# بيت أشباح

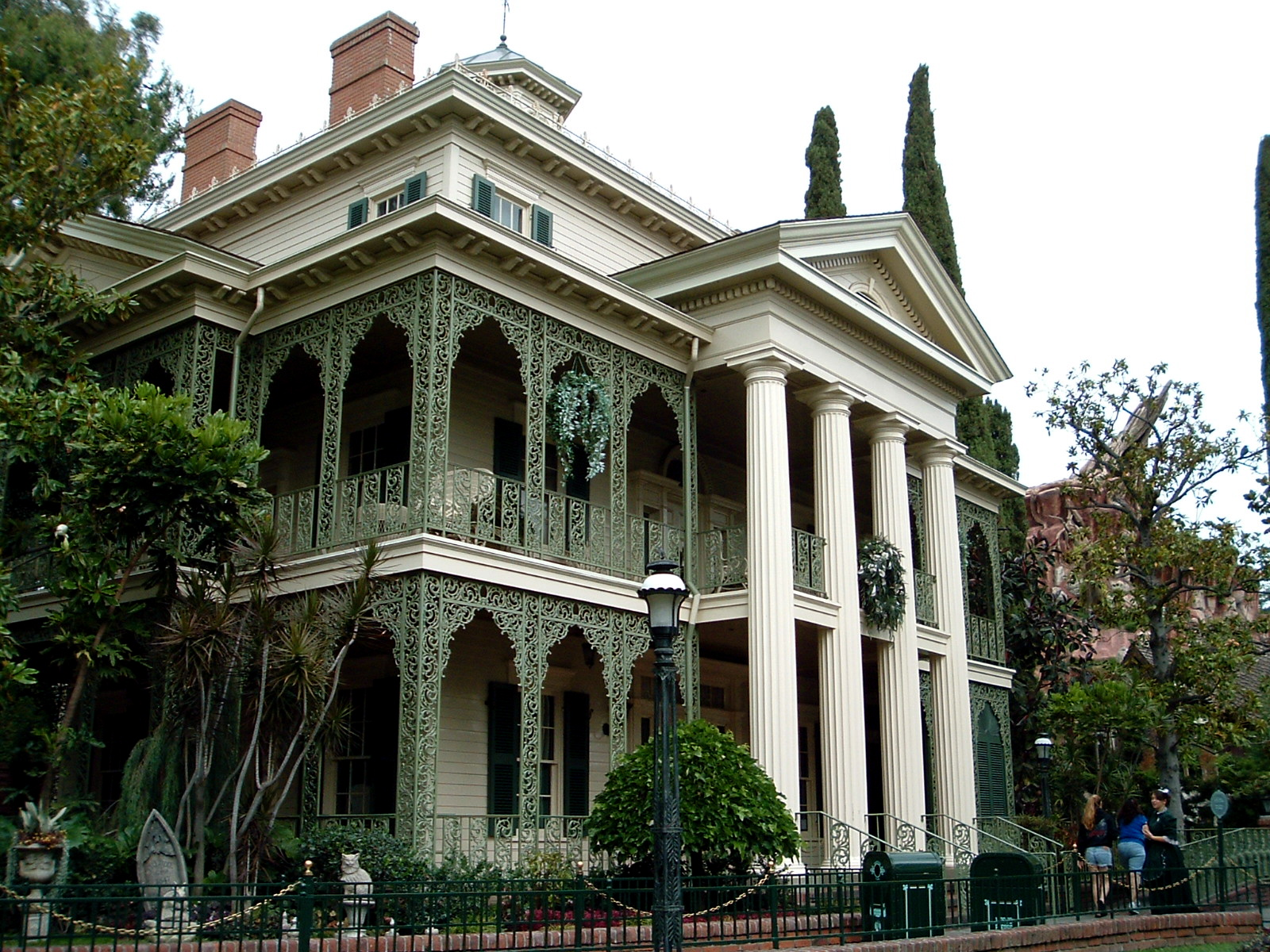

بيت الأشباح هو مكان على شكل منزل يفترض أنه يحوي مخلوقات لا طبيعية مثل الأشباح أو الأرواح، كما من الممكن أن يحوي على أشياء مخيفة أخرى مثل حيوانات هائجة، قتلة هاربين، أو صور تم خلقها في أذهان مصممي هذه المنازل باستخدام الضوء والصوت والمؤثرات الأخرى من أجل إخافة الزائر لهذا المكان. يشتري الزائر عادة بطاقات دخول من أجل زيارة بيت الأشباح، وتكون الزيارات مركزة في عيد جميع القديسين كأحد طقوس العيد في العديد من الدول.